# Копнята
Копнята — деревня в составе Немского района Кировской области. 

## География
Находится на расстоянии примерно 17 километров по прямой на восток от районного центра поселка Нема.

## История
Деревня известна с 1783 года как починок Калининской, позже именовалась починком Над Емельяновым Логом и деревней Новые Копнята. С 1959 г нынешнее название. В 1873 году учтено дворов 20 и жителей 131, в 1905 35 и 233, в 1926 47 и 227, в 1950 41 и 134 соответственно, в 1989 72 жителя . До 2021 года входила в Немское сельское поселение Немского района, ныне непосредственно в составе Немского района.

## Население
Постоянное население  составляло 53 человека (русские 96%) в 2002 году, 27 в 2010.